# Beach volley ai XVI Giochi panamericani
Il beach volley ai XVI Giochi panamericani si è svolto all'Estadio Panamericano de Voleibol de Playa di Puerto Vallarta, in Messico, dal 17 al 23 ottobre 2011. Sono previsti due tornei, quello maschile e quello femminile.

## Calendario
Tutti gli orari secondo il Central Standard Time (UTC-6).
| Giorno   | Data           | Inizio | Fine  | Evento | Fase        |
| -------- | -------------- | ------ | ----- | ------ | ----------- |
| Giorno 3 | Dom 16 ottobre | 9:00   | 18:00 | Donne  | Preliminari |
| Giorno 4 | Lun 17 ottobre | 9:00   | 18:00 | Donne  | Preliminari |
| Giorno 4 | Lun 17 ottobre | 9:00   | 18:00 | Uomini | Preliminari |
| Giorno 5 | Mar 18 ottobre | 9:00   | 18:00 | Donne  | Preliminari |
| Giorno 5 | Mar 18 ottobre | 9:00   | 18:00 | Uomini | Preliminari |
| Giorno 6 | Mer 19 ottobre | 9:00   | 18:00 | Donne  | Quarti      |
| Giorno 6 | Mer 19 ottobre | 9:00   | 18:00 | Uomini | Preliminari |
| Giorno 7 | Gio 20 ottobre | 9:00   | 15:00 | Donne  | Semifinali  |
| Giorno 7 | Gio 20 ottobre | 9:00   | 15:00 | Uomini | Quarti      |
| Giorno 8 | Ven 21 ottobre | 10:00  | 16:00 | Donne  | Finali      |
| Giorno 8 | Ven 21 ottobre | 10:00  | 16:00 | Uomini | Semifinali  |
| Giorno 9 | Sab 22 ottobre | 11:00  | 15:00 | Uomini | Finali      |

## Risultati
| Evento                      | Oro                                                | Argento                               | Bronzo                                       |
| Torneo maschile (dettagli)  | Brasile Alison Cerutti Emanuel Rego                | Venezuela Igor Hernández Farid Mussa  | Argentina Santiago Etchgaray Pablo Suárez    |
| Torneo femminile (dettagli) | Brasile Larissa França Juliana Felisberta da Silva | Messico Bibiana Candelas Mayra García | Porto Rico Yarleen Santiago Yamileska Yantín |

## Medagliere
| Posizione | Nazione    | Oro | Argento | Bronzo | Totale |
| --------- | ---------- | --- | ------- | ------ | ------ |
| 1         | Brasile    | 2   | 0       | 0      | 2      |
| 2         | Messico    | 0   | 1       | 0      | 1      |
| 2         | Venezuela  | 0   | 1       | 0      | 1      |
| 4         | Argentina  | 0   | 0       | 1      | 1      |
| 4         | Porto Rico | 0   | 0       | 1      | 1      |